# Mandarin zhongyuan

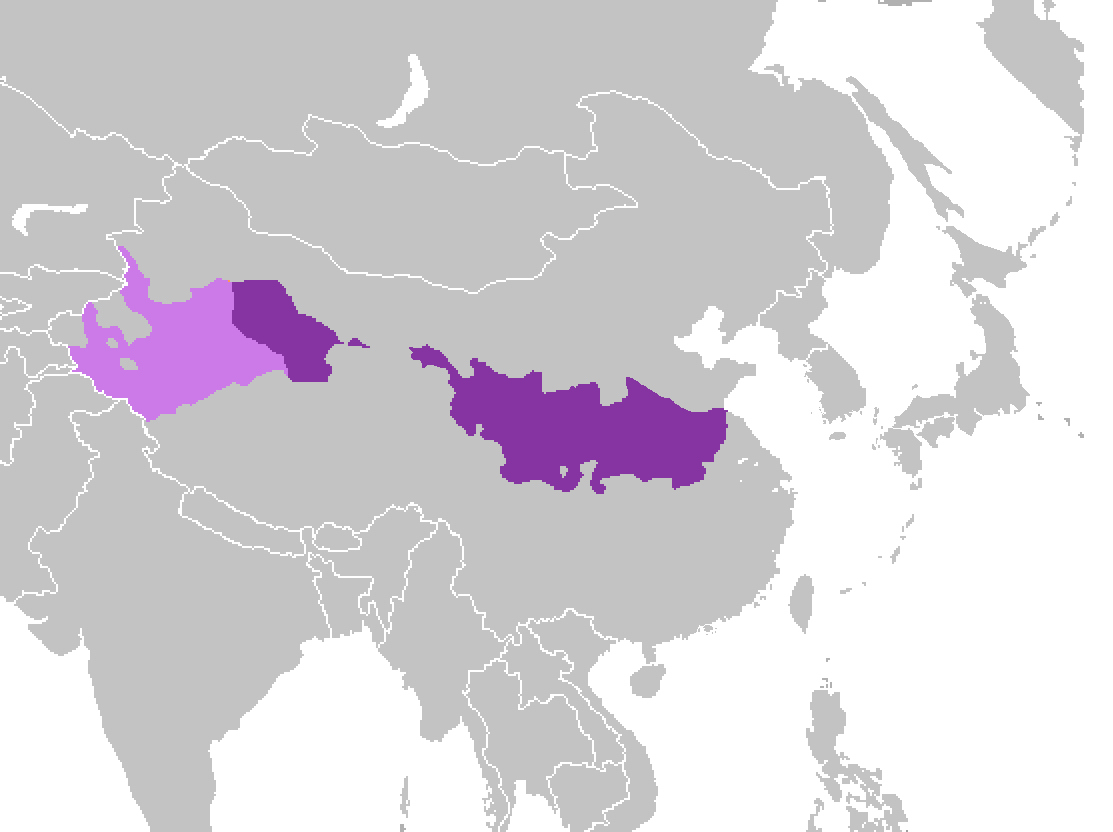

Le mandarin zhongyuan (chinois simplifié : 中原官话 ; chinois traditionnel : 中原官話 ; pinyin : Zhōngyuán guānhuà ; litt. « mandarin de la plaine centrale » ou encore dialecte zhongyuan chinois simplifié : 中原话 ; chinois traditionnel : 中原話 ; pinyin : Zhōngyuán huà ; litt. « parler de la plaine centrale ») est un dialecte du mandarin parlé dans certaines parties des provinces du Henan et du Shaanxi dans la vallée du fleuve Jaune, et dans les parties est et sud du Xinjiang (Turkestan oriental, au nord-ouest de la Chine continentale).
Le mandarin zhongyuan est généralement considéré comme le mandarin le plus authentique, son aire originelle (Henan et Shaanxi) coïncidant avec celle des premiers peuplements Han depuis les dynasties Shang et Zhou. Le dialecte ancien de l'Opéra de Pékin est un mandarin zhongyuan.
Il est parfois écrit en alphabet arabe par ses locuteurs musulmans (voir aussi Xiao'erjing), tout comme le mandarin lanyin et le mandarin du nord-est.

## Sous dialectes
- La langue doungane, une langue chinoise parlée au Kirghizistan, appartient également à cette catégorie de dialectes.
- Dialecte de Xining